# Heliga Hjärtas Kloster

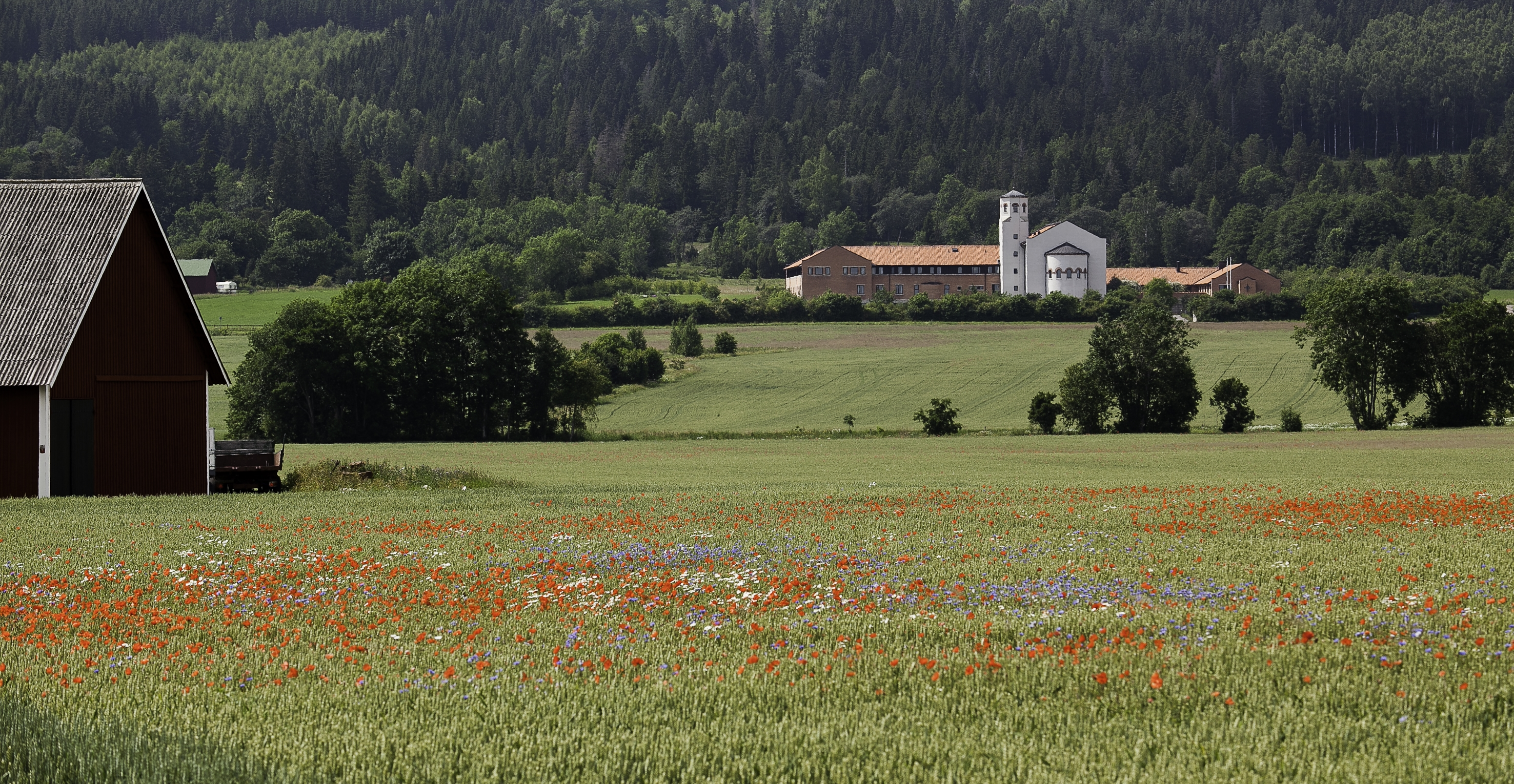
Heliga Hjärtas Kloster

Heliga Hjärtas Kloster är ett katolskt kvinnligt benediktinkloster vid Omberg, 15 kilometer söder om Vadstena i Östergötland. Klostret började byggas 1995. Kloster, gästhus och Sankta Marias kyrka stod klart och invigdes den 11 augusti 1997 av dåvarande katolske biskopen Hubertus Brandenburg. Nuvarande priorinna är syster Katarina.

## Historia
Klostret har sin bakgrund i en livsrörelse, Mariadöttrarna av den Evangeliska Mariavägen, som växte fram i Svenska kyrkan. Gunvor Norrman (senare Paulina Mariadotter) var grundarinnan för denna livsrörelses framväxt.
År 1988 konverterade Mariadöttrarna i Vadstena till Katolska kyrkan. Klostret är ett självständigt priorat i den benediktinska konfederationen.